# 시시도 조

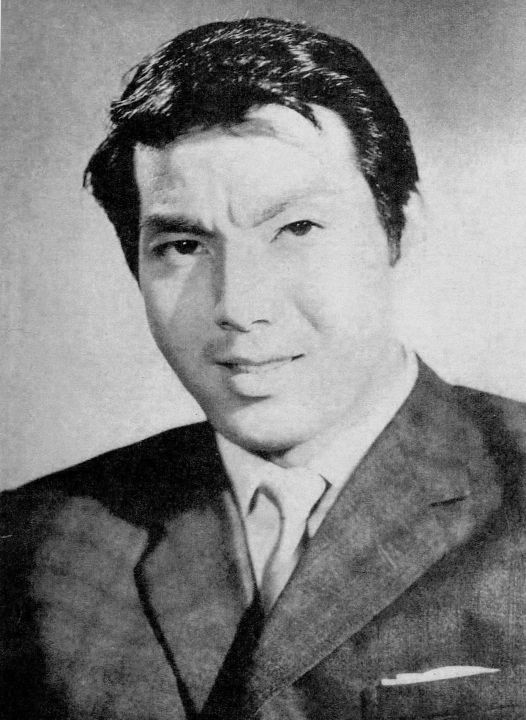

시시도 조(Joe Shishido, 1933년 12월 6일 ~ 2020년 1월 18일)는 일본의 배우, 텔레비전 배우이다.
기타구에서 태어났으며 세타가야구에서 사망하였다. 사인은 심근 경색이다.

## 방송
- 천지인

## 영화
- 파이널 저지먼트 (2012년) - 라오 포르토 역
- 휴대폰 형사 극장판 3 (2011년)
- 누드의 밤 (2010년)
- 더 코드 (2008년)
- 휴대폰 형사 극장판 2 (2007년)
- 전학생 (2007년)
- 하늘까지 올라라!! (2007년)
- 키사라기 미키짱 (2007년)
- 휴대폰 형사 - 바벨탑의 비밀 (2006년)
- 탐정 사무소 5 (2005년) - 탐정 500 역
- 꽃과 뱀 2 (2005년) - 다카요시 역
- 소년탐정 김전일 - TV시리즈 3 (2001년)
- 물에 빠진 물고기 (2001년)
- 사랑한다 (1997년)
- 덫 (1996년)
- 아득히 먼 시대의 계단을 (1995년)
- 내 인생 최악의 시간 (1994년)
- 온나사가리 (1994년)
- 들과 산과 해변을 향해 (1986년)
- 무일푼 워크 (1984년)
- 전교생 (1982년)
- 눈 속의 방문자 (1977년) - 블랙 잭 역
- 의리없는 전쟁 4 - 정상작전 (1974년)
- 목숨을 건 무뢰한 (1970년)
- 시마 와 모라테 (1968년)
- 붉은 유성 (1967년)
- 권총은 나의 패스포트 (1967년)
- 살인의 낙인 (1967년)
- 육체의 문 (1964년)
- 탐정사무소 23, 죽어라 악당들 (1963년)
- 위험한 일은 돈이 된다 (1963년)
- 야수의 청춘 (1963년)
- 그림자 없는 소리 (1958년)
- 우유 배달부 프랑키 (1956년)
- 하녀 (1955년)